# Spodnje Palovče
Spodnje Palovče je naselje v Občini Kamnik. Leta 2022 je naselje imelo 98 prebivalcev. Od mesta Kamnik je oddaljeno dobrih 7 kilometrov. Vas leži v Posavskem hribovju, vzhodno od mesta Kamnik in spada v Predalpske pokrajine. Na jugu meji na začetek Ljubljanske kotline, na severu pa na Tuhinjsko dolino.  
Glavni gospodarski panogi sta kmetijstvo in gozdarstvo, ki sta precej razviti na tem območju. Nekaj je tudi sadjarstva in vinogradništva, saj je pobočje nagnjeno na prisojno stran. Teren zaradi svojega naklona ni najbolj primeren za poljedelstvo. 
Na severu vas obdaja 764 metrov visok vrh Krog, na zahodu pa 756 metrov visok vrh Vrtače.